# Bruno Monti

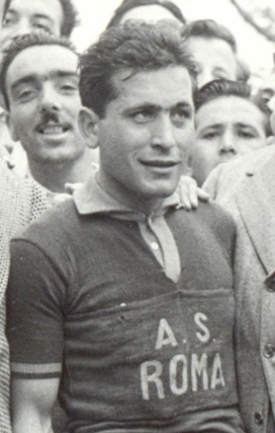
Bruno Monti (1952)

Bruno Monti (* 12. Juni 1930 in Albano Laziale; † 16. August 2011 ebenda) war ein italienischer Radrennfahrer.

## Sportliche Laufbahn
Bruno Monti begann mit dem Radsport beim AS Rom und errang als Amateur 100 Siege. 1952 startete er bei den Olympischen Spielen in Helsinki und belegte im olympischen Straßenrennen Platz 15, gemeinsam mit der Mannschaft errang er Silber in der Mannschaftswertung. Im selben Jahr gewann er den Piccolo Giro di Lombardia, die Lombardei-Rundfahrt für Amateure, und wurde Zweiter der Gesamtwertung des Giro delle Puglie e Lucania. 1953 gewann er eine Etappe in der Tour of Britain.
1953 wurde Monti Profi. Im selben Jahr gewann er zwei Etappen des Giro d’Italia. Während des Giro 1955 trug er zwei Tage lang das Maglia Rosa des Führenden und belegte Platz drei in der Bergwertung, im Jahr darauf wurde er Achter der Giro-Gesamtwertung und 1957 gewann er abermals eine Etappe. 1954 hatte er zudem einen Etappenerfolg bei der Tour de Suisse. 1954 und 1955 siegte er im Rennen Rom–Neapel–Rom.
Bei den UCI-Straßen-Weltmeisterschaften 1955 in Frascati belegte Bruno Monti Rang zehn. 1956 und 1957 gewann er den Giro dell’Emilia (es war sein letzter Sieg als Profi) und wurde 1957 Zweiter der Lombardei-Rundfahrt. Insgesamt startete er bei zwei Straßen-Weltmeisterschaften, sechsmal beim Giro, zweimal bei der Tour de France, achtmal bei Mailand–Sanremo, einmal bei Paris–Roubaix und siebenmal bei der Lombardei-Rundfahrt.  1961 trat Monti vom Profi-Radsport zurück, nachdem er in seiner Profi-Laufbahn insgesamt 20 Siege errungen hatte.